# لوكي رامون دي فيري
لوكي رامون دي فيري (هانغل: 루크 드베어) (بالإنجليزية: Luke DeVere)‏ (5 نوفمبر 1989 بملبورن في أستراليا - ) هو لاعب كرة قدم كوري جنوبي وأسترالي في مركزي الدفاع وقلب الدفاع. شارك مع منتخب أستراليا تحت 20 سنة لكرة القدم ومنتخب أستراليا الوطني لكرة القدم تحت 23 سنة ومنتخب أستراليا لكرة القدم. أما مع النوادي، فقد لعب مع نادي بريزبان رور ونادي جيونجنام ‏ وFFA Centre of Excellence ‏.

## روابط خارجية
- لوكي رامون دي فيري على موقع دوري كوريا الجنوبية (الإنجليزية)
- لوكي رامون دي فيري على موقع قاعدة بيانات كرة القدم.إي يو (الإنجليزية)
- لوكي رامون دي فيري على موقع Soccerway.com (الإنجليزية)
- لوكي رامون دي فيري على موقع عالم كرة القدم.نت (الإنجليزية)